# مرحلة خروج المغلوب في الدوري الأوروبي 2015–16

## الأندية المتأهلة

### من مرحلة المجموعات في الدوري الأوروبي
| المجموعة | المتصدر         | الوصيف           |
| -------- | --------------- | ---------------- |
| أ        | مولده           | فنربخشة          |
| ب        | ليفربول         | سيون             |
| ج        | كراسنودار       | بوروسيا دورتموند |
| د        | نابولي          | ميتييلاند        |
| ر        | رابيد فيينا     | فياريال          |
| س        | سبورتينغ براغا  | أولمبيك مارسيليا |
| ص        | لاتسيو          | سانت إتيان       |
| ط        | لوكوموتيف موسكو | سبورتينغ لشبونة  |
| ع        | بازل            | فيورنتينا        |
| ف        | توتنهام هوتسبير | رويال أندرلخت    |
| ق        | شالكه 04        | سبارتا براغ      |
| ك        | أتلتيك بيلباو   | آوغسبورغ         |

### من مرحلة المجموعات في دوري الأبطال
| م | مج | الفريق           | لعب | ف | ت | خ | أ.له | أ.ع | أ.ف | نقاط |
| - | -- | ---------------- | --- | - | - | - | ---- | --- | --- | ---- |
| 1 | ص  | بورتو            | 6   | 3 | 1 | 2 | 9    | 8   | +1  | 10   |
| 2 | س  | أولمبياكوس       | 6   | 3 | 0 | 3 | 6    | 13  | −7  | 9    |
| 3 | ب  | مانشستر يونايتد  | 6   | 2 | 2 | 2 | 7    | 7   | 0   | 8    |
| 4 | ر  | باير 04 ليفركوزن | 6   | 1 | 3 | 2 | 13   | 12  | +1  | 6    |
| 5 | د  | إشبيلية          | 6   | 2 | 0 | 4 | 8    | 11  | −3  | 6    |
| 6 | ط  | فالنسيا          | 6   | 2 | 0 | 4 | 5    | 9   | −4  | 6    |
| 7 | ج  | غلطة سراي        | 6   | 1 | 2 | 3 | 6    | 10  | −4  | 5    |
| 8 | أ  | شاختار دونيتسك   | 6   | 1 | 0 | 5 | 7    | 14  | −7  | 3    |

## المخطط البياني
| دور الـ32                 | دور الـ32 | دور الـ32 | دور الـ32 |  |                  | دور الـ16         | دور الـ16 | دور الـ16 | دور الـ16 |  |  | ربع النهائي      | ربع النهائي | ربع النهائي | ربع النهائي |  |  | نصف النهائي    | نصف النهائي | نصف النهائي | نصف النهائي |  |  |
|                           |           |           |           |  |                  |                   |           |           |           |  |  |                  |             |             |             |  |  |                |             |             |             |  |  |
| فياريال                   | 1         | 1         | 2         |  |                  |                   |           |           |           |  |  |                  |             |             |             |  |  |                |             |             |             |  |  |
| نابولي                    | 0         | 1         | 1         |  |                  | فياريال           | 2         | 0         | 2         |  |  |                  |             |             |             |  |  |                |             |             |             |  |  |
| سبورتينغ لشبونة           | 0         | 1         | 1         |  | باير 04 ليفركوزن | 0                 | 0         | 0         |           |  |  |                  |             |             |             |  |  |                |             |             |             |  |  |
| باير 04 ليفركوزن          | 1         | 3         | 4         |  |                  |                   |           |           |           |  |  | فياريال          | 2           | 4           | 6           |  |  |                |             |             |             |  |  |
| سبارتا براغ               | 1         | 3         | 4         |  |                  |                   |           |           |           |  |  | سبارتا براغ      | 1           | 2           | 3           |  |  |                |             |             |             |  |  |
| كراسنودار                 | 0         | 0         | 0         |  |                  | سبارتا براغ       | 1         | 3         | 4         |  |  |                  |             |             |             |  |  |                |             |             |             |  |  |
| غلطة سراي                 | 1         | 1         | 2         |  | لاتسيو           | 1                 | 0         | 1         |           |  |  |                  |             |             |             |  |  |                |             |             |             |  |  |
| لاتسيو                    | 1         | 3         | 4         |  |                  |                   |           |           |           |  |  |                  |             |             |             |  |  | فياريال        | 1           | 0           | 1           |  |  |
| بوروسيا دورتموند          | 2         | 1         | 3         |  |                  |                   |           |           |           |  |  |                  |             |             |             |  |  | ليفربول        | 0           | 3           | 3           |  |  |
| بورتو                     | 0         | 0         | 0         |  |                  | بوروسيا دورتموند  | 3         | 2         | 5         |  |  |                  |             |             |             |  |  |                |             |             |             |  |  |
| فيورنتينا                 | 1         | 0         | 1         |  | توتنهام هوتسبير  | 0                 | 1         | 1         |           |  |  |                  |             |             |             |  |  |                |             |             |             |  |  |
| توتنهام هوتسبير           | 1         | 3         | 4         |  |                  |                   |           |           |           |  |  | بوروسيا دورتموند | 1           | 3           | 4           |  |  |                |             |             |             |  |  |
| آوغسبورغ                  | 0         | 0         | 0         |  |                  |                   |           |           |           |  |  | ليفربول          | 1           | 4           | 5           |  |  | النهائي        | النهائي     | النهائي     | النهائي     |  |  |
| ليفربول                   | 0         | 1         | 1         |  |                  | ليفربول           | 2         | 1         | 3         |  |  |                  |             |             |             |  |  | النهائي        | النهائي     | النهائي     | النهائي     |  |  |
| ميتييلاند                 | 2         | 1         | 3         |  | مانشستر يونايتد  | 0                 | 1         | 1         |           |  |  |                  |             |             |             |  |  |                |             |             |             |  |  |
| مانشستر يونايتد           | 1         | 5         | 6         |  |                  |                   |           |           |           |  |  |                  |             |             |             |  |  | ليفربول        | ليفربول     | ليفربول     | 1           |  |  |
| فنربخشة                   | 2         | 1         | 3         |  |                  |                   |           |           |           |  |  |                  |             |             |             |  |  | إشبيلية        | إشبيلية     | إشبيلية     | 3           |  |  |
| لوكوموتيف موسكو           | 0         | 1         | 1         |  |                  | فنربخشة           | 1         | 1         | 2         |  |  |                  |             |             |             |  |  |                |             |             |             |  |  |
| سيون                      | 1         | 2         | 3         |  | سبورتينغ براغا   | 0                 | 4         | 4         |           |  |  |                  |             |             |             |  |  |                |             |             |             |  |  |
| سبورتينغ براغا            | 2         | 2         | 4         |  |                  |                   |           |           |           |  |  | سبورتينغ براغا   | 1           | 0           | 1           |  |  |                |             |             |             |  |  |
| شاختار دونيتسك            | 0         | 3         | 3         |  |                  |                   |           |           |           |  |  | شاختار دونيتسك   | 2           | 4           | 6           |  |  |                |             |             |             |  |  |
| شالكه 04                  | 0         | 0         | 0         |  |                  | شاختار دونيتسك    | 3         | 1         | 4         |  |  |                  |             |             |             |  |  |                |             |             |             |  |  |
| رويال أندرلخت (وقت إضافي) | 1         | 2         | 3         |  | رويال أندرلخت    | 1                 | 0         | 1         |           |  |  |                  |             |             |             |  |  |                |             |             |             |  |  |
| أولمبياكوس                | 0         | 1         | 1         |  |                  |                   |           |           |           |  |  |                  |             |             |             |  |  | شاختار دونيتسك | 2           | 1           | 3           |  |  |
| أولمبيك مارسيليا          | 0         | 1         | 1         |  |                  |                   |           |           |           |  |  |                  |             |             |             |  |  | إشبيلية        | 2           | 3           | 5           |  |  |
| أتلتيك بيلباو             | 1         | 1         | 2         |  |                  | أتلتيك بيلباو (خ) | 1         | 1         | 2         |  |  |                  |             |             |             |  |  |                |             |             |             |  |  |
| فالنسيا                   | 6         | 4         | 10        |  | فالنسيا          | 0                 | 2         | 2         |           |  |  |                  |             |             |             |  |  |                |             |             |             |  |  |
| رابيد فيينا               | 0         | 0         | 0         |  |                  |                   |           |           |           |  |  | أتلتيك بيلباو    | 1           | 2           | 3 (4)       |  |  |                |             |             |             |  |  |
| سانت إتيان                | 3         | 1         | 4         |  |                  |                   |           |           |           |  |  | إشبيلية ر)       | 2           | 1           | 3 (5)       |  |  |                |             |             |             |  |  |
| بازل (خ)                  | 2         | 2         | 4         |  |                  | بازل              | 0         | 0         | 0         |  |  |                  |             |             |             |  |  |                |             |             |             |  |  |
| إشبيلية                   | 3         | 0         | 3         |  | إشبيلية          | 0                 | 3         | 3         |           |  |  |                  |             |             |             |  |  |                |             |             |             |  |  |
| مولده                     | 0         | 1         | 1         |  |                  |                   |           |           |           |  |  |                  |             |             |             |  |  |                |             |             |             |  |  |

## دور الـ32
أجريت القرعة يوم 14 ديسمبر 2015. ولعبت المباريات الأولى في 16 و 18 فبراير، والمباريات الثانية لعبت يوم 24 و 25 فبراير 2016.

### ملخص
| الفريق الأول     | إجم.    | الفريق الثاني    | مباراة الذهاب | مباراة الإياب |
| ---------------- | ------- | ---------------- | ------------- | ------------- |
| فالنسيا          | 10–0    | رابيد فيينا      | 6–0           | 4–0           |
| فيورنتينا        | 1–4     | توتنهام هوتسبير  | 1–1           | 0–3           |
| بوروسيا دورتموند | 3–0     | بورتو            | 2–0           | 1–0           |
| فنربخشة          | 3–1     | لوكوموتيف موسكو  | 2–0           | 1–1           |
| رويال أندرلخت    | 3–1     | أولمبياكوس       | 1–0           | 2–1 (ب.و.إ.)  |
| ميتييلاند        | 3–6     | مانشستر يونايتد  | 2–1           | 1–5           |
| آوغسبورغ         | 0–1     | ليفربول          | 0–0           | 0–1           |
| سبارتا براغ      | 4–0     | كراسنودار        | 1–0           | 3–0           |
| غلطة سراي        | 2–4     | لاتسيو           | 1–1           | 1–3           |
| سيون             | 3–4     | سبورتينغ براغا   | 1–2           | 2–2           |
| شاختار دونيتسك   | 3–0     | شالكه 04         | 0–0           | 3–0           |
| أولمبيك مارسيليا | 1–2     | أتلتيك بيلباو    | 0–1           | 1–1           |
| إشبيلية          | 3–1     | مولده            | 3–0           | 0–1           |
| سبورتينغ لشبونة  | 1–4     | باير 04 ليفركوزن | 0–1           | 1–3           |
| فياريال          | 2–1     | نابولي           | 1–0           | 1–1           |
| سانت إتيان       | 4–4 (خ) | بازل             | 3–2           | 1–2           |

### المباريات
| فالنسيا                                                                                             | 6–0   | رابيد فيينا |
| --------------------------------------------------------------------------------------------------- | ----- | ----------- |
| سانتي مينا 4'، 25' · دانييل باريخو 10' · ألفارو نيغريدو 29' · أندريه غوميش 35' · رودريغو مورينو 89' | تقرير |             |

| رابيد فيينا | 0–4   | فالنسيا                                                                 |
| ----------- | ----- | ----------------------------------------------------------------------- |
|             | تقرير | رودريغو مورينو 59' · سفيان فيغولي 64' · بابلو بياتي 72' · روبن فيزو 88' |

فالنسيا فاز بمجموع 10–0
| فيورنتينا                | 1–1   | توتنهام هوتسبير              |
| ------------------------ | ----- | ---------------------------- |
| فيديريكو بيرنارديسكي 59' | تقرير | ناصر الشاذلي 37' (ضربة جزاء) |

| توتنهام هوتسبير                                                           | 3–0   | فيورنتينا |
| ------------------------------------------------------------------------- | ----- | --------- |
| ريان ماسون 25' · إريك لاميلا 63' · غونزالو خافيير رودريغيز 81' (في مرماه) | تقرير |           |

توتنهام هوتسبير فاز بمجموع 4–1
| بوروسيا دورتموند                  | 2–0   | بورتو |
| --------------------------------- | ----- | ----- |
| ووكاش بيشتشيك 6' · ماركو رويس 71' | تقرير |       |

| بورتو | 0–1   | بوروسيا دورتموند           |
| ----- | ----- | -------------------------- |
|       | تقرير | إيكر كاسياس 23' (في مرماه) |

بوروسيا دورتموند فاز بمجموع 3–0
| فنربخشة                | 2–0   | لوكوموتيف موسكو |
| ---------------------- | ----- | --------------- |
| جوزيف دي سوزا 18'، 72' | تقرير |                 |

| لوكوموتيف موسكو      | 1–1   | فنربخشة        |
| -------------------- | ----- | -------------- |
| ألكساندر ساميدوف 45' | تقرير | محمد توبال 83' |

فنربخشة فاز بمجموع 3–1
| رويال أندرلخت   | 1–0   | أولمبياكوس |
| --------------- | ----- | ---------- |
| كارا مبودجي 67' | تقرير |            |

| أولمبياكوس                      | 1–2 (ب.و.إ.) | رويال أندرلخت              |
| ------------------------------- | ------------ | -------------------------- |
| كوستاس فورتونيس 29' (ضربة جزاء) | تقرير        | فرانك أتشيمبونغ 102'، 111' |

رويال أندرلخت فاز بمجموع 3–1
| ميتييلاند                           | 2–1   | مانشستر يونايتد |
| ----------------------------------- | ----- | --------------- |
| بيوني سيستو 44' · باول اونواتشو 77' | تقرير | ممفيس ديباي 37' |

| مانشستر يونايتد                                                                                           | 5–1   | ميتييلاند       |
| --- | ----- | --------------- |
| نيكولاي بودوروف 32' (في مرماه) · ماركوس راشفورد 64'، 75' · أندير هيريرا 88' (ضربة جزاء) · ممفيس ديباي 90' | تقرير | بيوني سيستو 28' |

مانشستر يونايتد فاز بمجموع 6–3
| آوغسبورغ | 0–0   | ليفربول |
| -------- | ----- | ------- |
|          | تقرير |         |

| ليفربول                   | 1–0   | آوغسبورغ |
| ------------------------- | ----- | -------- |
| جيمس ميلنر 5' (ضربة جزاء) | تقرير |          |

ليفربول فاز بمجموع 1–0
| سبارتا براغ     | 1–0   | كراسنودار |
| --------------- | ----- | --------- |
| لوكاش يوليش 64' | تقرير |           |

| كراسنودار | 0–3   | سبارتا براغ                                       |
| --------- | ----- | ------------------------------------------------- |
|           | تقرير | Mareček 51' · مارتن فريدك 57' · كيهيندي فاتاي 70' |

سبارتا براغ فاز بمجموع 4–0
| غلطة سراي           | 1–1   | لاتسيو                        |
| ------------------- | ----- | ----------------------------- |
| صبري صاري أوغلي 12' | تقرير | سيرجاي ميلينكوفيتش سافيتش 21' |

| لاتسيو                                                     | 3–1   | غلطة سراي         |
| ---------------------------------------------------------- | ----- | ----------------- |
| ماركو بارولو 59' · فيليبي أندرسون 61' · ميروسلاف كلوزه 72' | تقرير | ياسين أوزتكين 62' |

لاتسيو فاز بمجموع 4–2
| سيون            | 1–2   | سبورتينغ براغا                           |
| --------------- | ----- | ---------------------------------------- |
| موسى كوناتي 53' | تقرير | نيكولا ستويليكوفيتش 13' · رافا سيلفا 61' |

| سبورتينغ براغا                                  | 2–2   | سيون                    |
| ----------------------------------------------- | ----- | ----------------------- |
| Josué 27' (ضربة جزاء) · نيكولا ستويليكوفيتش 48' | تقرير | ثيوفانيس غيكاس 16'، 29' |

سبورتينغ براغا فاز بمجموع 4–3
| شاختار دونيتسك | 0–0   | شالكه 04 |
| -------------- | ----- | -------- |
|                | تقرير |          |

| شالكه 04 | 0–3   | شاختار دونيتسك                                          |
| -------- | ----- | ------------------------------------------------------- |
|          | تقرير | مارلوس 27' · فاكوندو فيرايرا 63' · فيكتور كوفالينكو 77' |

شاختار دونيتسك فاز بمجموع 3–0
| أولمبيك مارسيليا | 0–1   | أتلتيك بيلباو    |
| ---------------- | ----- | ---------------- |
|                  | تقرير | أريتز أدوريز 54' |

| أتلتيك بيلباو    | 1–1   | أولمبيك مارسيليا   |
| ---------------- | ----- | ------------------ |
| سابين ميرينو 81' | تقرير | ميتشي باتشوايي 40' |

أتلتيك بيلباو فاز بمجموع 2–1
| إشبيلية                                    | 3–0   | مولده |
| ------------------------------------------ | ----- | ----- |
| فرناندو يورينتي 35'، 49' · كيفن غاميرو 72' | تقرير |       |

| مولده            | 1–0   | إشبيلية |
| ---------------- | ----- | ------- |
| أيريك هيستاد 43' | تقرير |         |

إشبيلية فاز بمجموع 3–1
| سبورتينغ لشبونة | 0–1   | باير 04 ليفركوزن |
| --------------- | ----- | ---------------- |
|                 | تقرير | كريم بلعربي 26'  |

| باير 04 ليفركوزن                               | 3–1   | سبورتينغ لشبونة |
| ---------------------------------------------- | ----- | --------------- |
| كريم بلعربي 30'، 65' · هاكان تشالهان أوغلو 87' | تقرير | جواو ماريو 38'  |

باير ليفركوزن فاز بمجموع 4–1
| فياريال          | 1–0   | نابولي |
| ---------------- | ----- | ------ |
| دينيس سواريز 82' | تقرير |        |

| نابولي           | 1–1   | فياريال  |
| ---------------- | ----- | -------- |
| ماريك هامشيك 17' | تقرير | بينا 59' |

فياريال فاز بمجموع 2–1
| سانت إتيان                                                            | 3–2   | بازل                                          |
| --------------------------------------------------------------------- | ----- | --------------------------------------------- |
| مصطفى بايال سال 9' · كيفين مونيه-باكيه 39' · جيان كريستوف باهيباك 77' | تقرير | والتر صامويل 44' · مارك يانكو 56' (ضربة جزاء) |

| بازل                 | 2–1   | سانت إتيان          |
| -------------------- | ----- | ------------------- |
| لوكا زوفي 15'، 90+2' | تقرير | مصطفى بايال سال 90' |

4–4 في المجموع. فاز بازل بفارق الأهداف خارج الديار.

## دور الـ16
أجريت القرعة يوم 26 فبراير 2016. ولعبت المباريات الأولى في 10 مارس، والمباريات الثانية لعبت يوم 17 مارس 2016.

### ملخص
| الفريق الأول     | إجم.    | الفريق الثاني    | مباراة الذهاب | مباراة الإياب |
| ---------------- | ------- | ---------------- | ------------- | ------------- |
| شاختار دونيتسك   | 4–1     | رويال أندرلخت    | 3–1           | 1–0           |
| بازل             | 0–3     | إشبيلية          | 0–0           | 0–3           |
| فياريال          | 2–0     | باير 04 ليفركوزن | 2–0           | 0–0           |
| أتلتيك بيلباو    | 2–2 (خ) | فالنسيا          | 1–0           | 1–2           |
| ليفربول          | 3–1     | مانشستر يونايتد  | 2–0           | 1–1           |
| سبارتا براغ      | 4–1     | لاتسيو           | 1–1           | 3–0           |
| بوروسيا دورتموند | 5–1     | توتنهام هوتسبير  | 3–0           | 2–1           |
| فنربخشة          | 2–4     | سبورتينغ براغا   | 1–0           | 1–4           |

## المباريات
| شاختار دونيتسك                                          | 3–1   | رويال أندرلخت       |
| ------------------------------------------------------- | ----- | ------------------- |
| تايسون 21' · أولكساندر كوتشر 24' · إدواردو دا سيلفا 79' | تقرير | فرانك أتشيمبونغ 69' |

| رويال أندرلخت | 0–1   | شاختار دونيتسك         |
| ------------- | ----- | ---------------------- |
|               | تقرير | إدواردو دا سيلفا 90+3' |

شاختار دونيتسك فاز بمجموع 4–1
| بازل | 0–0   | إشبيلية |
| ---- | ----- | ------- |
|      | تقرير |         |

| إشبيلية                              | 3–0   | بازل |
| ------------------------------------ | ----- | ---- |
| عادل رامي 35' · كيفن غاميرو 44'، 45' | تقرير |      |

إشبيلية فاز بمجموع 3–0
| فياريال                | 2–0   | باير 04 ليفركوزن |
| ---------------------- | ----- | ---------------- |
| سيدريك باكامبو 4'، 56' | تقرير |                  |

| باير 04 ليفركوزن | 0–0   | فياريال |
| ---------------- | ----- | ------- |
|                  | تقرير |         |

فياريال فاز بمجموع 2–0
| أتلتيك بيلباو    | 1–0   | فالنسيا |
| ---------------- | ----- | ------- |
| راؤول غارسيا 20' | تقرير |         |

| فالنسيا                            | 2–1   | أتلتيك بيلباو    |
| ---------------------------------- | ----- | ---------------- |
| سانتي مينا 13' · أدرلان سانتوس 37' | تقرير | أريتز أدوريز 76' |

2–2 في المجموع. أتلتيك بيلباو فاز بفارق الأهداف خارج الديار.
| ليفربول                                             | 2–0   | مانشستر يونايتد |
| --------------------------------------------------- | ----- | --------------- |
| دانييل ستوريدج 20' (ضربة جزاء) · روبرتو فيرمينو 73' | تقرير |                 |

| مانشستر يونايتد                | 1–1   | ليفربول            |
| ------------------------------ | ----- | ------------------ |
| أنتوني مارسيال 32' (ضربة جزاء) | تقرير | فيليبي كوتينيو 45' |

ليفربول فاز بمجموع 3–1
| سبارتا براغ     | 1–1   | لاتسيو           |
| --------------- | ----- | ---------------- |
| مارتن فريدك 13' | تقرير | ماركو بارولو 38' |

| لاتسيو | 0–3   | سبارتا براغ                                               |
| ------ | ----- | --------------------------------------------------------- |
|        | تقرير | بوريك دوتشكال 10' · لاديسلاف كريتشي 12' · لوكاش يوليش 44' |

سبارتا براغ فاز بمجموع 4–1
| بوروسيا دورتموند                                 | 3–0   | توتنهام هوتسبير |
| ------------------------------------------------ | ----- | --------------- |
| بيير إيميريك أوباميانغ 30' · ماركو رويس 61'، 70' | تقرير |                 |

| توتنهام هوتسبير | 1–2   | بوروسيا دورتموند                |
| --------------- | ----- | ------------------------------- |
| سون هنغ من 74'  | تقرير | بيير إيميريك أوباميانغ 24'، 71' |

بوروسيا دورتموند فاز بمجموع 5–1
| فنربخشة        | 1–0   | سبورتينغ براغا |
| -------------- | ----- | -------------- |
| محمد توبال 82' | تقرير |                |

| سبورتينغ براغا                                                                        | 4–1   | فنربخشة           |
| ------------------------------------------------------------------------------------- | ----- | ----------------- |
| أحمد حسن محجوب 11' · Josué 69' (ضربة جزاء) · نيكولا ستويليكوفيتش 74' · رافا سيلفا 83' | تقرير | ألبير بوتوك 45+3' |

براغا فاز بمجموع 4–2

## ربع النهائي
أجريت القرعة يوم 18 مارس 2016. ولعبت المباريات الأولى في 7 أبريل، والمباريات الثانية لعبت يوم 14 أبريل 2016.

### ملخص
| الفريق الأول     | إجم.        | الفريق الثاني  | مباراة الذهاب | مباراة الإياب |
| ---------------- | ----------- | -------------- | ------------- | ------------- |
| سبورتينغ براغا   | 1–6         | شاختار دونيتسك | 1–2           | 0–4           |
| فياريال          | 6–3         | سبارتا براغ    | 2–1           | 4–2           |
| أتلتيك بيلباو    | 3–3 (4–5 ر) | إشبيلية        | 1–2           | 2–1 (ب.و.إ.)  |
| بوروسيا دورتموند | 4–5         | ليفربول        | 1–1           | 3–4           |

### المباريات
| سبورتينغ براغا     | 1–2   | شاختار دونيتسك                              |
| ------------------ | ----- | ------------------------------------------- |
| ويلسون ادواردو 89' | تقرير | ياروسلاف راكيتسكي 45' · فاكوندو فيرايرا 75' |

| شاختار دونيتسك                                                                                | 4–0   | سبورتينغ براغا |
| --------------------------------------------------------------------------------------------- | ----- | -------------- |
| داريو سرنا 25' (ضربة جزاء) · ريكاردو فيريرا 43' (ه.ذ.)، 73' (في مرماه) · فيكتور كوفالينكو 50' | تقرير |                |

شاختار دونيتسك فاز بمجموع 6–1.
| فياريال                | 2–1   | سبارتا براغ         |
| ---------------------- | ----- | ------------------- |
| سيدريك باكامبو 3'، 63' | تقرير | ياكوب برابيتس 45+4' |

| سبارتا براغ                             | 2–4   | فياريال                                                                      |
| --------------------------------------- | ----- | ---------------------------------------------------------------------------- |
| بوريك دوتشكال 65' · لاديسلاف كريتشي 71' | تقرير | سيدريك باكامبو 5'، 49' · صامويل كاستييخو 43' · دافيد لافاتا 45+1' (في مرماه) |

فياريال فاز بمجموع 6–3.
| أتلتيك بيلباو    | 1–2   | إشبيلية                                    |
| ---------------- | ----- | ------------------------------------------ |
| أريتز أدوريز 48' | تقرير | تيموثي كولودزيتشاك 56' · فيسنتي إيبورا 83' |

| إشبيلية         | 1–2 (ب.و.إ.) | أتلتيك بيلباو                       |
| --------------- | ------------ | ----------------------------------- |
| كيفن غاميرو 59' | تقرير        | أريتز أدوريز 57' · راؤول غارسيا 80' |

3–3 في المجموع. فاز إشبيلية بنتيجة 5–4 في ضربات الجزاء.
| بوروسيا دورتموند | 1–1   | ليفربول          |
| ---------------- | ----- | ---------------- |
| ماتس هوملز 48'   | تقرير | ديفوك أوريغي 36' |

| ليفربول                                                                     | 4–3   | بوروسيا دورتموند                                                |
| --------------------------------------------------------------------------- | ----- | --------------------------------------------------------------- |
| ديفوك أوريغي 48' · فيليبي كوتينيو 66' · مامادو ساكو 78' · ديان لوفرين 90+1' | تقرير | هنريخ مخيتاريان 5' · بيير إيميريك أوباميانغ 9' · ماركو رويس 57' |

ليفربول فاز بمجموع 5–4.

## نصف النهائي
أجريت القرعة يوم 15 أبريل 2016. ولعبت المباريات الأولى في 28 أبريل، والمباريات الثانية لعبت يوم 5 مايو 2016.

### ملخص
| الفريق الأول   | إجم. | الفريق الثاني | مباراة الذهاب | مباراة الإياب |
| -------------- | ---- | ------------- | ------------- | ------------- |
| شاختار دونيتسك | 3–5  | إشبيلية       | 2–2           | 1–3           |
| فياريال        | 1–3  | ليفربول       | 1–0           | 0–3           |

### المباريات
| شاختار دونيتسك                    | 2–2   | إشبيلية                                 |
| --------------------------------- | ----- | --------------------------------------- |
| مارلوس 23' · تاراس ستيبانينكو 36' | تقرير | فيتولو 6' · كيفن غاميرو 82' (ضربة جزاء) |

| إشبيلية                                        | 3–1   | شاختار دونيتسك       |
| ---------------------------------------------- | ----- | -------------------- |
| كيفن غاميرو 9'، 47' · ماريانو فيريرا فيليو 59' | تقرير | إدواردو دا سيلفا 44' |

إشبيلية فاز بمجموع 5–3.
| فياريال            | 1–0   | ليفربول |
| ------------------ | ----- | ------- |
| أدريان لوبيز 90+2' | تقرير |         |

| ليفربول                                                           | 3–0   | فياريال |
| ----------------------------------------------------------------- | ----- | ------- |
| برونو سوريانو 7' (في مرماه) · دانييل ستوريدج 63' · آدم لالانا 81' | تقرير |         |

ليفربول فاز بمجموع 3–1.

## النهائي
لُعب النهائي في ملعب سانت ياكوب بارك في مدينة بازل السويسرية يوم 18 مايو 2016.
| ليفربول     | 1–3   | إشبيلية                    |
| ----------- | ----- | -------------------------- |
| ستوريدج 35' | تقرير | غاميرو 46' · كوكي 64'، 70' |

## وصلات خارجية
- الدوري الأوروبي 2015–16